# Victoria (Minnesota)
Victoria és una població dels Estats Units a l'estat de Minnesota. Segons el cens del 2000 tenia 4.025 habitants.

## Demografia
Segons el cens del 2000, Victoria tenia 4.025 habitants, 1.367 habitatges, i 1.141 famílies. La densitat de població era de 222,3 habitants per km².
Dels 1.367 habitatges en un 47% hi vivien nens de menys de 18 anys, en un 76% hi vivien parelles casades, en un 5,3% dones solteres, i en un 16,5% no eren unitats familiars. En l'11,3% dels habitatges hi vivien persones soles el 3,4% de les quals corresponia a persones de 65 anys o més que vivien soles. El nombre mitjà de persones vivint en cada habitatge era de 2,9 i el nombre mitjà de persones que vivien en cada família era de 3,17.
Per edats la població es repartia de la següent manera: un 31,7% tenia menys de 18 anys, un 4,2% entre 18 i 24, un 33,5% entre 25 i 44, un 24% de 45 a 60 i un 6,6% 65 anys o més.
L'edat mediana era de 36 anys. Per cada 100 dones de 18 o més anys hi havia 97,8 homes.
La renda mediana per habitatge era de 86.772 $ i la renda mediana per família de 91.681 $. Els homes tenien una renda mediana de 60.931 $ mentre que les dones 34.519 $. La renda per capita de la població era de 38.929 $. Entorn de l'1,3% de les famílies i el 2,3% de la població estaven per davall del llindar de pobresa.

## Poblacions més properes
El següent diagrama mostra les poblacions més properes.